# Alix Bauer
Alix Bauer Tapauch est une chanteuse mexicaine, née à Mexico le 16 décembre 1971.